# Dé à quatre faces
Pour les articles homonymes, voir D4.

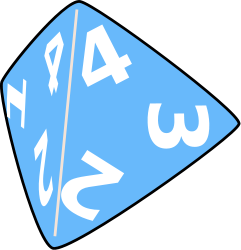
Un dé à quatre faces avec lecture du résultat (ici : 4) au sommet supérieur.

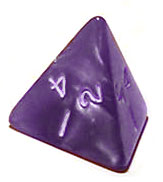
Un dé à quatre faces avec lecture du résultat (ici : 1) sur la face inférieure.

Un dé à quatre faces ou d4 en abrégé est une variante de dé comportant quatre faces.
Les dés à quatre faces sont principalement utilisés dans les jeux de rôle sur table pour générer de plus petits résultats qu'avec d'autres types de dés, notamment le dé à six faces classique.

## Description
Un dé à quatre faces a la forme d'un tétraèdre régulier, chaque face formant un triangle équilatéral. Ce type de dé ne roulant pas facilement, il est simplement jeté en l'air.
Contrairement aux autres dés, le résultat n'est pas donné par la face supérieure. Un dé à quatre faces possède trois nombres sur chaque face ; lorsque le dé repose sur une surface plane après un jet, un seul des trois nombres est vertical, le même sur les trois faces visibles, c'est le résultat du lancer.
Il existe deux manières de placer les nombres sur une face, sans que cela n'ait de conséquences :
- le long des arêtes, le résultat étant donné par le nombre situé sur la base ;
- dans chacun des angles, le résultat étant lu au sommet de la face.